# سلطنت زنان
سلطنت زنان (به ترکی استانبولی: Kadınlar saltanatı)، دوره‌ای از تاریخ امپراتوری عثمانی که به مدت ۱۳۰ سال بود. در آن دوره زنان سلطنتی از جمله والده سلطان‌ها، خاصگی سلطان‌ها، و حتی دختر های سلطان در امور سیاسی و اجتماعی دولت دخالت می‌کردند و حتی به تدریج شخصاً دولت را اداره می‌کردند. این دوران از زمان سلیمان قانونی در سال ۱۵۳۴ شروع شد هنگامی که خرم سلطان به عقد رسمی سلطان درآمد و بعد از مرگ مادر سلطان حفصه سلطان اداره کاخ را برعهده گرفته و حتی در جلسات دیوان همایونی سلطان را بیشتر اوقات بدون آن که خودش کنار سلطان باشد در مکانی خارج از جلسه همراهی می‌کرد و در نبود مقامات و سران دولتی به سلطان مشاوره می‌داد و تا حد زیادی در مسائل سیاسی و جانشینی و عزل و نصب بسیاری از افراد مهم امپراتوری تأثیرگذار بود. به دنبال آن خاصگی سلطان‌های دیگری در طول قرن‌های ۱۶ و ۱۷ میلادی به عقد سلاطین عثمانی درآمدند و در مقام همسر و مادر سلطان قدرت گرفتند. در این دوره زنان به ساخت‌وساز بناهای باشکوه و کارهای بشردوستانه پرداختند و گاهی برای دفاع از امپراتوری عثمانی مشارکت داشتند و هزینه‌های زیادی پرداخت کردند. یکی از زنان قدرتمند و مشهور این دوره، همسر قانونی سلطان سلیمان، خرم سلطان است، وی همچنین خاصگی سلطان و همسر عقدی سلیمان یکم نیز بود.

## دوران سلطنت زنان
حفصه سلطان، مادر سلطان سلیمان، با به دست آوردن مقام والده سلطان راه را برای سلطنت زنان هموار کرد و عروس اش سال ۱۵۳۴، خرم سلطان از بردگی آزاد و به عقد سلطان سلیمان درآمد. او پس از مرگ حفصه سلطان اداره حرم‌سرای سلطان را به دست گرفت. او در سال ۱۵۳۶ باعث اعدام وزیراعظم و فرمانده ماهر ارتش سلیمان، ابراهیم پاشا شده و پس از آن، به عنوان مشاور ارشد سلیمان تبدیل شد. او همچنین حکم خاص سلطان محمد دوم فاتح را زیر پا گذاشت و شوهرش را راضی به زندگی در کاخ توپکاپی بجای کاخ اسکودار برای همیشه کرد و حتی او را راضی به ماندن در دربار برای همیشه بجای رفتن به شهر یکی از پسرانش که برای آموزش حکمرانی رفت بودند کرد، این وضعیت باعث ماندگاری او در قدرت و نفوذش می‌شد که از طریق سلطان دارا بود. او همچنین در سال ۱۵۵۵ باعث اعدام احمد پاشا نیز شد. وی بعد از سال ۱۵۳۹ زمانی که دخترش مهرماه سلطان با فرمانده دیاربکر رستم پاشا ازدواج کرد تلاش کرد تا رستم را به شخصی بسیار مقتدر و تأثیرگذار در دیوان حاکمیت (بالاترین نهاد اداری امپراتوری) تبدیل کرده و به عنوان نزدیکترین همراه سلطان سلیمان معرفی کند. رستم پاشا در سال ۱۵۴۴ به عنوان وزیراعظم منصوب شد.                         خرم سلطان به عنوان یکی از زنان قدرتمند عثمانی شناخته میشود، وی همچنین دست‌کم تا حدودی در انتصاب شاهزادگان به عنوان ولیعهد سلطنت نقشی مستقیم داشت. خرم در سال ۱۵۵۳ موفق شد همسرش را نسبت به شاهزاده مصطفی، بدبین کند و باعث اعدام او شد. این یک قتل مؤثر برای جانشینی مسلم و بی‌رقیب پسرانش برای تاج و تخت در آینده شد. او از سال ۱۵۳۴ به عنوان ملکه رسمی دربار عثمانی با ملکه‌های سرزمین‌های دیگر نامه‌نگاری می‌کرد و دارای دیپلماسی سیاسی بود. او در سال ۱۵۵۳ تا حدودی باعث و بانی جنگ میان عثمانی و صفویان شد. او همواره مانع حمله به سرزمین مادری خود می‌شد و برای پادشاه لهستان نامه می‌نوشت. خرم سلطان همچنین به عنوان خاصگی سلطان بالاترین کمک هزینه را داشت، که در میان دستمزد مقامات و افسران عالی‌رتبه امپراتوری به میزان مهمی بالاتر بود، او روزانه ۲۰۰۰ سکه دریافت می‌کرد و به عنوان زنی آزاد اجازه خیرات در سرزمین‌های مقدس را دارا بود. خرم به ساخت‌وساز علاقه‌مند بود. او اولین زنی بود که در پایتخت امپراتوری دستور ساخت‌وساز داد و فرمان ساخت عمارت، خیریه، آشپزخانه و حمام خاصگی سلطان را صادر کرد و به فقیران، زنان بیوه و کودکان بی‌سرپرست توجه نشان می‌داد.
پس از مرگ خرم سلطان، دخترش مهرماه سلطان توانست قدرت و نفوذی را به دست بگیرد تا در برخی از کارهای حاکمیت دخالت کند. از آنجایی که او تنها دختر سلیمان بود در نزد پدرش محبوب بوده و به مشاوره و محرم نزدیک او تبدیل شد و بعد از مرگ مادرش اداره حرم‌سرای سلطان را به دست گرفت و در زمان سلطنت برادر کوچک‌ترش سلیم دوم مانند والده سلطان برای او عمل کرد. وی به اصلاح امور مالیاتی عثمانی پرداخت. وی دستور ساخت سه مسجد را صادر کرد و از ثروت و دارایی‌های بسیار فراوانی برخودار بود. مهرماه همانند مادرش دارای ارتباطات سیاستی در امور خارجه بود و با پادشاهان دیگر سرزمین‌ها نامه‌نگاری داشت. او بعد از مرگ تمامی ثروت و اموالش را برای دخترش عایشه هماشاه سلطان باقی گذاشت. فرزندان و نوادگان وی در عثمانی جایگاه بالایی داشتند.
نوربانو سلطان همسر عقدی سلیم دوم و والده سلطان پسرش مراد سوم بود. وی در زمان سلطنت همسر و پسرش مشاور ارشد آن‌ها بود. او اولین زنی بود که بعد از سپری کردن دورانش به عنوان خاصگی سلطان لقب والده سلطان را کسب کرد و به همین دلیل پسرش لقب والده عتیق را به او داد. او دارای دیپلماسی سیاسی قدرتمندی بود. نوربانو دستور ساخت مسجد والده عتیق را صادر کرد. نوربانو به عنوان خاصگی سلیم دوم توانست در بسیاری از امور صاحب نفوذ شود و تمام تلاشش را برای موفقیت پسرش مراد به تاج و تخت کرد، زمانی که سلطان سلیم درگذشت، نوربانو به همه خادمان دستور داد دهانشان را ببندند و راز مرگ سلطان را به غیر از دامادش وزیراعظم سوکلو محمد پاشا با کسی شریک نشد.
بعد از ۱۲ روز از مرگ سلطان سلیم، در سال دسامبر ۱۵۷۴ شاهزاده مراد به عنوان سلطان امپراتوری عثمانی تبدیل شد، نوربانو به عنوان والده سلطان، قدرتمندترین موقعیتی که یک زن می‌توانست به آن دست یابد رسید. او در دوران سلطنت پسرش در همه امور از نفوذ واقعی برخودار بود و مراد از او مشاوره می‌گرفت. نوربانو به مراد در گردش امور امپراتوری کمک می‌کرد، او قصد حکومت از طریق پسرش را نداشت، فقط تلاش داشت تا از او محافظ کند و مراد را به عنوان سلطان محبوب، شایسته و مورد احترام در جامعه نشان دهد. او معمولاً با عزل افرادی که به آنها اعتماد نداشت و نصب افراد مورد اعتماد خودش کار خود را آغاز کرد. به‌طور کلی این عمل‌ها به عنوان ضعف سلطان مراد و تسلط مادرش در نظر گرفته می‌شد که بسیار خشم سربازان را برانگیخته بود.
صفیه سلطان همسر عقدی مراد سوم و والده سلطان پسرش محمد سوم بود. وی پس از مرگ نوربانو سلطان مشاور ارشد همسرش شد و بعداً تنها مشاور پسرش شد. او به عنوان خاصگی مراد سوم در برخی از امور داخلی و خارجی دخالت موفق و مؤثری می‌کرد و سلطان او را زنی خردمند و اصیل می‌دانست و صفیه از نفوذ واقعی بر شوهرش برخودار بود، به حدی که وی در اعدام وزیراعظم سوکلو محمد پاشا نقش داشت. در ابتدا این نفوذ خشم، حسادت و نفرت مادر سلطان نوربانو را بشدت جلب کرد، به طوری که او صفیه را متهم به جادوگری بر علیه سلطان کرد و برای مدتی کوتاه موفق به تبعید صفیه شد، اما بعد از مرگ نوربانو سلطان، او موفق به بازگشت به نزد شوهرش شد و توانست عشق و اعتماد شوهرش و قدرت و نفوذش در دربار را دوباره بدست آورد و برای سلطنت پسرش با موفقیت تلاش کند.
او در سال ۱۵۹۵ با مرگ شوهرش مراد به عنوان یک تقلید از مادر شوهرش نوربانو برای ۱۱ روز مرگ سلطان را مخفی کرد و با خبر دادن به پسرش توانست مخفیانه او را به پایتخت بیاورد و در ژانویه سال ۱۵۹۵ او را سلطان امپراتوری عثمانی کند، او به عنوان والده سلطان یکی از قدرتمندترین‌ها شد و در امور داخلی و خارجی بسیار فعال‌تر شد. او به پسرش در همه امور مشاوره می‌داد، سلطان محمد نیز مانند پدرش وابسته مشورت‌های مادرش بود و شخصی تنبل بود و حال و حوصله امور روزمره امپراتوری را نداشت و عمدتاً آن را به وزیران و تحت نظارت مادرش با دستی باز می‌سپرد. صفیه هنگامی که پسرش در سال ۱۵۹۶ در جنگ با مجارها بود، شخصاً دولت را اداره می‌کرد و پسرش او را مسئول خزانه و نظارت بر گردش امپراتوری کرده بود. صفیه سلطان همانند نوربانو دارای دیپلماسی قدرتمندی بود. او با ونیزی‌ها و انگلیسی‌ها ارتباطات نزدیکی داشت.
او در سال ۱۶۰۳ باعث اعدام نوه‌اش ولیعهد شاهزاده محمود و دامادش وزیراعظم یمشجی حسن پاشا شد، زیرا صفیه آنها را یک‌تهدید برای سلطنت خود می‌دید و آنها را به شورش و ناآرامی بر علیه پسرش سلطان محمد متهم و محمد را راضی به قتل آنها کرد. صفیه در دسامبر سال ۱۶۰۳ با مرگ پسرش قدرت را از دست داد و به کاخ اسکودار نقل مکان کرد و در زمان سلطنت نواده‌هایش احمد و مصطفی مورد احترام بود و همواره کمک هزینه هنگفت خود را در روز که ۳۰۰۰ سکه بود تا زمان مرگ دریافت می‌کرد، به عنوان زنی که ۷ سلطنت سلاطین عثمانی را دیده از وی به عنوان بانوی خاص عثمانی یاد می‌شود.
حلیمه سلطان همسر محمد سوم و والده سلطان مصطفی یکم بود. او در دوره اول سلطنت پسرش نایب‌السلطنه او بود و در دوره دوم نیز شخصاً دولت را اداره می‌کرد.
کوسم سلطان، قدرتمندترین زنِ تاریخ عثمانی بود. او همسر احمد یکم و والده سلطان مراد چهارم، ابراهیم یکم و محمد چهارم بود. او قوانین عثمانی را تغییر داد، مانع اعدام مصطفی یکم به دست احمد شد و بعداً مصطفی را به سلطنت رساند. کوسم سلطان در دو دوره نه ساله و سه ساله نایب‌السلطنه شد و حتی زمانی که نایب حکومت نبود به‌عنوان والده سلطان همواره قدرتمند بود. کوسم تنها والده‌ای بود که کشته شد و لقب والده شهید را کسب کرد و از وی به عنوان زنی خیرخواه یاد می‌شود زیرا او دستور ساخت چندین خیریه را صادر کرد. تورخان سلطان همسر ابراهیم یکم و والده سلطان محمد چهارم و نایب‌السلطنه او بود. او در سال ۱۶۵۶ قدرتش را به کوپرلو محمد پاشا، منتقل کرد اما همواره مشاور سلطان باقی ماند و قدرتمند بود. او دستور ساخت چندین قلعه را برای محافظت از مرزهای عثمان صادر کرد و ساخت مسجد ینی‌والده در زمان او کامل شد.

## پایان سلطنت زنان
در سال ۱۶۵۶ تورخان سلطان قدرتش را به وزیراعظم کوپرلو محمد پاشا منتقل کرد و زمانی که محمد چهارم در سال ۱۶۶۲ قدرت را رسماً به دست گرفت حکمرانی مادرش به پایان رسید اما وی تا زمان مرگش قدرتمند بود. پس از مرگ تورخان سلطان قدرت زنان حرم بسیار کم شد. دلیل دیگر پایان دوره این بود که بعد از محمد چهارم، سلطان‌هایی که به سلطنت رسیدند سن بالایی داشتند بنابراین نیازی به نایب و مشاور نداشتند. بیشتر آن‌ها نیز تا زمان سلطنت از مادرشان دور بودند و زنان حق نداشتند که در هیچ اموری حتی در مسائل حرمسرا دخالت کنند و بخاطر دوری زنان از فرزندانشان که باعث کاهش شدید نفوذ مادرانشان بر آن‌ها می‌شد و قدرت واقعی والده سلطان‌ها در دولت به تدریج کمتر شد و به جایی رسید که آنها در کاخ سلطنتی نیز زندگی نمی‌کردند و این به معنای دور ماندن از فرزند خود و سیاست‌های دولتی بود. یکی دیگر از دلایل پایان دوره این بود که بعد از ابراهیم یکم قدرت خاصگی‌ها کاهش یافت و بعداً در زمان سلطنت مصطفی دوم این عنوان حذف شد؛ بنابراین قدرت همسر سلطان‌ها بسیار کاهش یافت. گلنوش سلطان آخرین زن قدرتمند تاریخ عثمانی بود. گلنوش سلطان همچنین آخرین زنی بود که به‌صورت قانونی با همسرش ازدواج کرد و به عقد او در آمد‌

## فهرست زنان قدرتمند
| نام                 | القاب | تولد | اصالت                     | مرگ            | همسر            | فرزندان                                                                                              | دوره       |
| ------------------- | --- | ---- | ------------------------- | -------------- | --------------- | --- | ---------- |
| نگاره خرم سلطان     | خاصگی سلطان (۱۵۳۰ _ ۱۵ آوریل ۱۵۵۸) شهبانوی عثمانی (۱۵۳۴ _ ۱۵ آوریل ۱۵۵۸)                                   | ۱۵۰۲ | روهاتین لهستان            | ۱۵ آوریل ۱۵۵۸  | سلیمان یکم      | شاهزاده محمد مهرماه سلطان شاهزاده عبدالله سلیم دوم شاهزاده بایزید شاهزاده جهانگیر                    | ۱۵۳۰_ ۱۵۵۸ |
| مهرماه سلطان        | شاهزاده‌خانم                                                                                                | ۱۵۲۲ | ترک عثمانی                | ۲۵ ژانویه ۱۵۷۸ | رستم پاشا       | عایشه هماشاه سلطان سلطانزاده محمد بیگ سلطانزاده عثمان بیگ                                            | ۱۵۵۸–۱۵۷۸  |
| عفیفه نوربانو سلطان | خاصگی سلطان (۱۵۶۶ – ۱۵۷۴) شهبانوی عثمانی (۱۵۶۶_۱۵۷۴) والده سلطان (۱۵۷۴ – ۱۵۸۳)                             | ۱۵۲۵ | یهودی ونیزی               | ۷ دسامبر ۱۵۸۳  | سلیم دوم        | گوهرخان سلطام اسماخان سلطان مراد سوم شاه سلطان                                                       | ۱۵۶۶–۱۵۸۳  |
| اسماخان گوهر سلطان  | شاهزاده‌خانم                                                                                                | ۱۵۴۵ | ترک عثمانی                | ۷ اوت ۱۵۸۵     | سوکلو محمد پاشا | سلطانزاده ابراهیم پاشا گلرخ خانم سلطان سلطانزاده محمود بیگ                                           | ۱۵۷۴–۱۵۸۵  |
| ملیکه صفیه سلطان    | خاصگی سلطان (۱۵۷۵ – ۱۵۹۵) والده سلطان (۱۵۹۵ – ۱۶۰۴)                                                        | ۱۵۵۰ | ونیزی یا آلبانی           | ۱۸ نوامبر ۱۶۱۸ | مراد سوم        | محمد سوم شاهزاده محمود عایشه سلطان فاطمه سلطان                                                       | ۱۵۸۳–۱۶۰۵  |
| حلیمه سلطان         | والده سلطان (۱۶۱۷ – ۱۶۱۸) (۱۶۲۲ – ۱۶۲۳) نایب السلطنه (۱۶۱۷ – ۱۶۱۸)                                         | ۱۵۷۲ | آبخازی، قفقاز             | ۱۶۲۴           | محمد سوم        | شاهزاده محمود مصطفی یکم دلربا سلطان                                                                  | ۱۶۱۷–۱۶۲۳  |
| ماه‌پیکر کوسم سلطان  | خاصگی سلطان (۱۶۰۵ – ۱۶۱۷) شهبانوی عثمانی (۱۶۰۵_ ۱۶۱۷) والده سلطان (۱۶۲۳ – ۱۶۴۸) نایب السلطنه (۱۶۲۳ – ۱۶۳۲) | ۱۵۸۹ | یونانی، متولد تینوس، ونیز | ۲ سپتامبر ۱۶۵۱ | احمد یکم        | شاهزاده محمد مراد چهارم شاهزاده قاسم ابراهیم یکم گوهرخان سلطان عایشه سلطان فاطمه سلطان خان‌زاده سلطان | ۱۶۲۳–۱۶۵۱  |
| حدیثه تورخان سلطان  | خاصگی سلطان (۱۶۴۲ – ۱۶۴۸) والده سلطان (۱۶۴۸ – ۱۶۸۳) نایب السلطنه (۱۶۵۱ – ۱۶۵۶)                             | ۱۶۲۷ | روسی                      | ۴ اوت ۱۶۸۳     | ابراهیم یکم     | محمد چهارم بیخان سلطان گوهرخان سلطان                                                                 | ۱۶۵۱–۱۶۸۳  |
| رابعه گلنوش سلطان   | خاصگی سلطان (۱۶۵۹_۱۶۷۸) شهبانوی عثمانی (۱۶۵۹_۱۶۷۸) والده سلطان (۱۶۹۵_۱۷۱۵)                                 | ۱۶۴۲ | ونیز                      | ۶ نوامبر ۱۷۱۵  | محمد چهارم      | مصطفی دوم احمد سوم خدیجه سلطان فاطمه سلطان                                                           | ۱۶۹۵_ ۱۷۱۵ |

کوسم سلطان قدرتمندترین زن کل تاریخ عثمانی بود.                               مهرماه سلطان قدرتمندترین شاهدخت کل عثمانی بود.

## یادداشت
1. ↑  مهرماه سلطان شاهزاده‌خانم قدرتمند در سلطنت زنان بود. او قدرتمندترین و ثروتمندترین شاهزاده‌خانم در تاریخ عثمانی بود. اسماخان سلطان نیز به عنوان دختر بزرگ سلیم و همسر وزیراعظم قدرتمند بود.